# Akkari
Akkari (arab. عكاري) – miasto w Syrii, w muhafazie Hims. W 2004 roku liczyło 2127 mieszkańców.
Historycznie miasto znajdowało się na skrzyżowaniu dróg między Turcją a Bejrutem.